# Ludo Dierckxsens

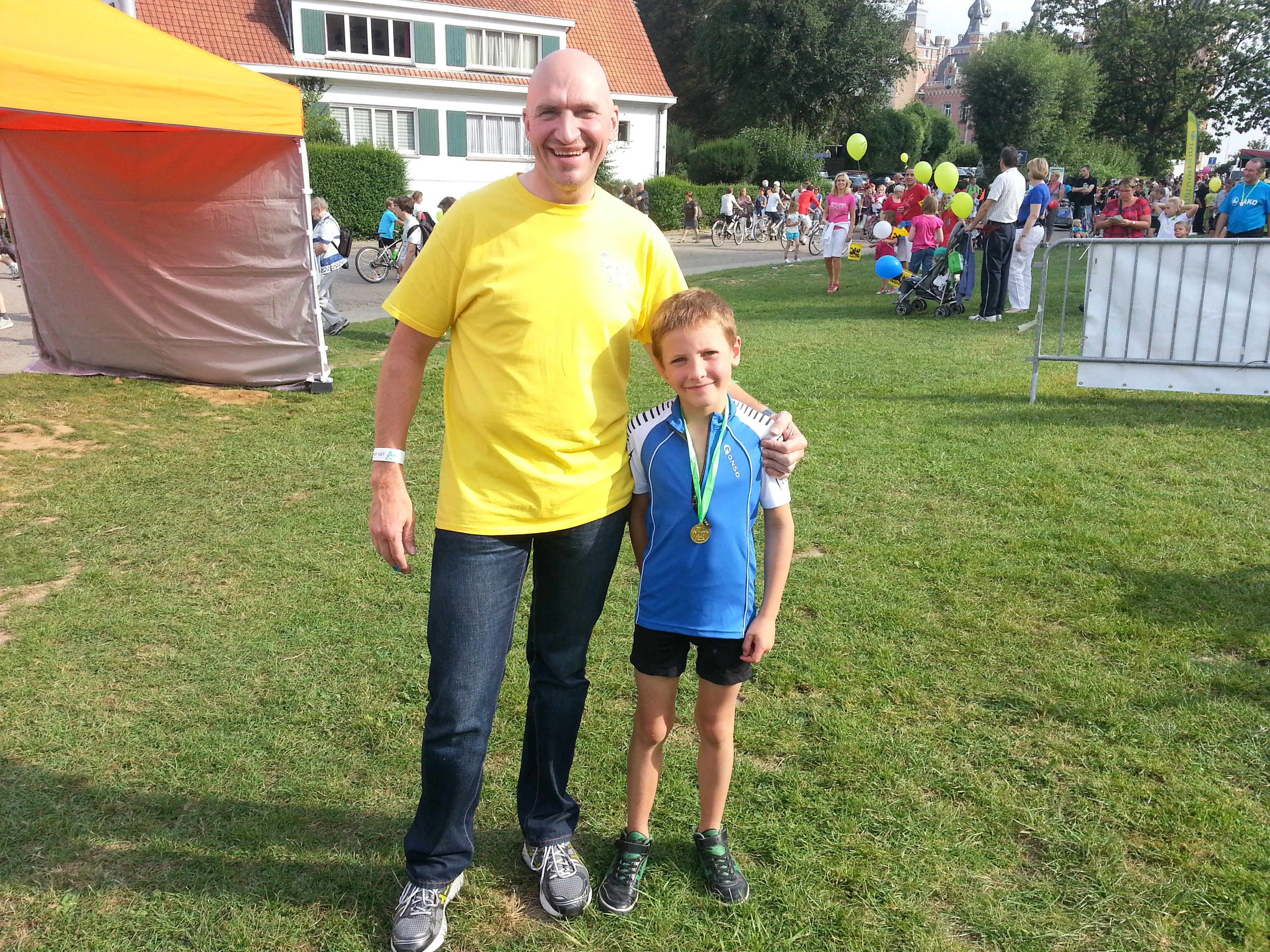
Ludo Dierckxsens (links), september 2012

Ludo Dierckxsens (Geel, 14 oktober 1964 – Sint-Gillis-bij-Dendermonde, 29 mei 2025) was een Belgisch wielrenner.

## Biografie
Dierckxsens werkte tot zijn 29e als pistoolschilder bij DAF trucks, daarna werd hij professioneel wielrenner en reed onder andere voor profploegen als Lampre en Lotto. In 1999 wist de Belg een etappe in de Ronde van Frankrijk met aankomst in Saint-Étienne te winnen, op een heuvelachtig parcours. Dierckxens hield achtervolgers Rik Verbrugghe, Aleksandr Vinokoerov, Dmitri Konysjev en Wladimir Belli op anderhalve minuut afstand en arriveerde solo. Eerder dat jaar won hij het Belgisch kampioenschap in Geraardsbergen met meer dan twee minuten voorsprong op Michel Vanhaecke en Axel Merckx, waardoor hij de elfde Touretappe van 1999 in de driekleur heeft gewonnen.
In augustus 1999 werd hij voor een half jaar geschorst door Koninklijke Belgische Wielrijdersbond. Deze maatregel werd getroffen na zijn bekentenis in Saint-Etienne tegen de Belgische wedstrijdcommissaris, direct na zijn overwinning in de elfde Touretappe, dat hij zijn knieblessure met verboden middelen had bestreden. Het zou gaan om synacthen om een tendinitis te bestrijden. Hij ging niet in beroep bij het Hof van Arbitrage voor Sport, omdat hij bang was dat zijn schorsing hierdoor langer zou worden. Ook werd hij uit de ronde gezet. Zijn schorsing liep af in mei 2000, waarna hij nog enkele jaren actief was als profwielrenner.
Op 16 oktober 2005 nam Dierckxens afscheid van de wielersport. Hij won zijn laatste race voor de ploeg Landbouwkrediet-Colnago. Na zijn wielercarrière opende Dierckxens een fietsenwinkel. Daarnaast speelde hij onder andere zichzelf in de VRT-reeks De Ronde. In de reeks F.C. De Kampioenen speelde hij zichzelf in een aflevering van reeks 17. Ook in de serie De pedaalridders was hij samen met Johan Museeuw te zien als coach van een wielertoeristenteam, als motivator van Pia en de andere "Ludo-Ladies".
Dierckxsens werd op 29 mei 2025 onwel tijdens een rit van 1000 km voor Kom op tegen Kanker, waarna hij overleed.

## Belangrijkste overwinningen
1989
- Brussel-Zepperen

1994
- Izegem Koers
- GP du Nord Pas de Calais

1995
- Wanzeel Koerse

1996
- GP Stad Vilvoorde
- Ruddervoorde Koerse

1997
- GP Denain
- Hasselt-Spa-Hasselt
- Zellik-Galmaarden
- Izegem Koers
- Puivelde Koerse

1998
- Parijs-Bourges

1999
- 11e etappe Ronde van Frankrijk
- Belgisch Kampioenschap
- Ridderronde Maastricht

2002
- Bergklassement Driedaagse De Panne-Koksijde

2003
- GP La Marseillaise

2004
- 7e etappe Ronde van Oostenrijk

## Resultaten in voornaamste wedstrijden
| Jaar | Ronde van Italië | Ronde van Frankrijk | Ronde van Spanje |
| ---- | ---------------- | ------------------- | ---------------- |
| 1996 |                  |                     |                  |
| 1997 |                  |                     |                  |
| 1998 |                  |                     | 34e              |
| 1999 |                  | opgave (1)          |                  |
| 2000 | opgave           |                     |                  |
| 2001 |                  | opgave              |                  |
| 2002 |                  | 108e                |                  |
| 2004 |                  |                     |                  |
| 2005 |                  |                     |                  |

| Jaar | Milaan-San Remo | Gent-Wevelgem | Ronde van Vlaanderen | Parijs-Roubaix | Amstel Gold Race | Cyclassics Hamburg | Omloop Het Volk |  | WK op de weg |  | Wereldranglijsten |
| ---- | --------------- | ------------- | -------------------- | -------------- | ---------------- | ------------------ | --------------- |  | ------------ |  | ----------------- |
| 1996 |                 |               |                      |                |                  |                    | 7e              |  |              |  |                   |
| 1997 |                 | 29e           |                      |                |                  | 8e                 |                 |  |              |  |                   |
| 1998 |                 | 85e           | 45e                  | 12e            |                  | Brons              | 81e             |  | 39e          |  |                   |
| 1999 | 31e             | 8e            | 26e                  | 36e            | 35e              | 107e               |                 |  |              |  |                   |
| 2000 |                 |               |                      |                |                  | 98e                |                 |  |              |  |                   |
| 2001 | 168e            |               | 8e                   | 6e             |                  | 72e                | 58e             |  |              |  | 22e (UWB)         |
| 2002 | 83e             |               | 18e                  |                | 88e              | 66e                |                 |  | 51e          |  | 39e (UWB)         |
| 2004 | 164e            |               | 27e                  | 14e            |                  |                    |                 |  |              |  |                   |
| 2005 |                 |               |                      |                |                  |                    | 10e             |  |              |  |                   |

## Ploegen
- 2005 - Landbouwkrediet-Colnago
- 2004 - Landbouwkrediet-Colnago
- 2003 - Landbouwkrediet-Colnago
- 2002 - Lampre-Daikin
- 2001 - Lampre-Daikin
- 2000 - Lampre-Daikin
- 1999 - Lampre-Daikin-Colnago
- 1998 - Lotto-Mobistar
- 1997 - Tönissteiner-Colnago
- 1996 - Tönissteiner-Saxon
- 1995 - Collstrop-Lystex
- 1994 - Saxon-Selle Italia
- 1993 - Willy Naessens (stagiair vanaf 1 september)

Wielerploegen van Ludo Dierckxsens
Cattaneo · Chassot · Coudray · Daelmans · De Roose · Dierckxsens · Harnett · Hashikawa · Herygers · Hirs · Ja. Jolidon · Jo. Jolidon · Powell · Rubio · Šimůnek · Van Luchem · Way · Willemsens · Claeys (stagiair) · Vanconingsloo (stagiair) · Wuyts (stagiair)   
Coudray · Daelmans · Dierckxsens · Hashikawa · Herygers · Miura · Šimůnek · Streel · Van Brecht · Van Donink · van Veenendaal · Vandaele · Gosink (stagiair) · Missotten (stagiair) · Van Laer (stagiair)   
Coudray · Daelmans · Dierckxsens · Hashikawa · Herygers · Hopmans · Missotten · Miura · Petersen · Streel · Torrekens · Van Hullebusch · Willems · Wuyts · Moons (stagiair) · Vandromme (stagiair) · Willockx (stagiair)   
Barrenetxea · Coudray · De Buyst · Deraedt · Dierckxsens · Hashikawa · Hennebert · Herygers · Hopmans · Mifune · Miura · Petersen · Schoelens · Torrekens · Van Hullebusch · Willems · De Schoenmaecker (stagiair) · Fitzgerald (stagiair) · Willockx (stagiair)   
Aerts · De Waele · De Wolf · Detilloux · Dierckxsens · Eeckhout · Farazijn · Feys · Laukka · Madouas · Marichal · Peers · Planckaert · Tchmil · Teterioek · Van de Wouwer · Van Hyfte · Vandenbroucke · Verbrugghe · Verheyen · Willems
Algeri · 
Ballerini · 
Belohvoščiks · 
Bertoletti · 
Camenzind  · 
Codol · 
Della Vedova · 
Dierckxsens · 
Frutti · 
Hunter · 
Missaglia · 
Padrnos · 
Pianegonda ·
Piccoli · 
Pinotti · 
Serpellini ·  
Spruch · 
Svorada · 
Verstrepen · 
Agreda (stagiair) · 
Minniti (stagiair)
Algeri · 
Ballerini · 
Barbero · 
Belohvoščiks · 
Bertogliati · 
Bertoletti · 
Camenzind · 
Cannone · 
Codol · 
Della Vedova · 
Dierckxsens · 
Frutti · 
Gárate · 
Hunter · 
Missaglia · 
Piccoli · 
Pinotti · 
Serpellini · 
Simoni · 
Spruch · 
Svorada · 
Verstrepen · 
Pagliarini (stagiair) 
Algeri · 
Barbero · 
Belohvoščiks · 
Bertogliati · 
Bertoletti · 
Camenzind ·  
Codol · 
Della Vedova · 
Dierckxsens · 
Frutti · 
Gárate · 
Hunter · 
Missaglia · 
Pagliarini · 
Piccoli · 
Pinotti · 
Sciandri ·
Serpellini · 
Simoni · 
Spruch · 
Svorada · 
Vandenbroucke (tot 01/06) ·
Verstrepen · 
Martella (stagiair) · 
Zara (stagiair)
Barbero · 
Belohvoščiks · 
Bertogliati · 
Bertoletti ·   
Codol · 
Cortinovis · 
Dierckxsens · 
Frutti · 
Gárate · 
Kadlec · 
Loddo ·
Missaglia · 
Pagliarini · 
Piccoli · 
Pinotti · 
Quinziato ·
Rumšas (tot 28/07) ·
Sciandri ·
Serpellini · 
Spruch · 
Svorada · 
Tonkov ·
Verstrepen
Advejev · Anzà · Bernucci · Bileka · Bracke · Capelle · De Waele · Dierckxsens · Doema · Hrysjtsjenko · Lievens · Lucchini · Metloesjenko · Popovytsj · Scamardella · Steels · Streel · Stremersch · Timosjin · Vaitkus · Van Landeghem · Van Speybroeck · Verstrepen · Weynants · Draux (stagiair) · Monfort (stagiair) · Wijnands (stagiair)
Advejev · Anzà · Bernucci · Bileka · Bracke · Capelle · De Waele · Dierckxsens · Doema · Durand · Gasperoni · Hrysjtsjenko · Lagoetin · Metloesjenko · Monfort · Popovytsj · Sijmens · Steels · Streel · Timosjin · Vaitkus · Van Bondt · Verstrepen · Lebeau (stagiair) · Simon (stagiair) · Van Loocke (stagiair)
Bracke · Capelle · Criquielion · Cummings · De Groote · De Waele · D'Hollander · Dierckxsens · Habeaux · Lagoetin · Monfort · Renders · Sijmens · Simon · Van De Walle · Van Loocke · Vanlandschoot · G. Verheyen · Verstrepen · Lebeau (stagiair) · Simms (stagiair) · D. Verheyen (stagiair)